# Мартін Штоклаза
Мартін Штоклаза (нім. Martin Stocklasa; нар. 29 травня 1979, Грабс, Швейцарія) — ліхтенштейнський футболіст та тренер, виступав на позиції захисника. Останнім клубом, який очолював Мартін був ліхтенштейнський «Вадуц» з другого дивізіону чемпіонату Швейцарії, Челлендж-ліги.
На клубному рівні грав за «Цюрих», «Вадуц», «Динамо» (Дрезден) та «Рід». Стокласа, як і його брат Міхаель, представляли Ліхтенштейн на міжнародному рівні, а на момент завершення кар'єри Мартін провів 113 матчів, завдяки чому зрівнявся з Маріо Фріком на першому місці в списку гравців, які зіграли найбільше матчів за національну команду.

## Клубна кар'єра
Народився в швейцарському місті Грабс. Футболом розпочав займатися в ліхтенштейнському клубі «Ешен-Маурен». Дорослу футбольну кар'єру розпочав 1997 року в «Вадуці», а влітку 1999 року перейшов до швейцарського «Цюриха». Сезон 2000/01 років провів в оренді в швейцарському «Крієнс», після чого на один сезон повернувся до «Цюриха». Влітку 2002 року повернувся до «Вадуца», де провів чотири сезони. З літа 2006 року по 2008 рік виступав за «Динамо» (Дрезден) у німецькій Регіоналлізі. За чутками в ЗМІ, був близьким до того, щоб перебратися в англійський «Лідс Юнайтед». Влітку 2008 року перейшов до австрійського «Ріда», у складі якого виграв Кубок Австрії 2011 року. 
Влітку 2011 року залишив «Рід» та перебрався до «Санкт-Галлена» зі швейцарської Челлендж-ліги. Допоміг команді вийти в еліту швейцарського футболу. У наступному сезоні «Санкт-Галлен» посів третє місце в національному чемпіонаті і, таким чином, кваліфікувався до Ліги Європи УЄФА. На груповому етапі турніру виходив на поле в домашній грі проти «Валенсії» та на виїзді проти краснодарської «Кубані». Свою останню гру зіграв проти ФК «Сьон», в якій отримав 4-ту жовту картку і був дискваліфікований на останній тур національного чемпіонату.
У червні 2014 року оголосив про завершення футбольної кар'єри.

## Кар'єра в збірній
Зіграв 113 матчів за національну збірну та відзначився 5-ма голами, був її капітаном. Дебютував у збірній Ліхтенштейну 31 серпня 1996 року у програному (0:5) поєдинку кваліфікації чемпіонату світу 1998 року проти збірної Ірландії. Став першим і наразі єдиним гравцем збірної Ліхтенштейну, який оформив хет-трик у міжнародному матчі. Сталося це 17 квітня 2002 року в товариському матчі проти Люксембургу. 7 вересня 2012 року став другим гравцем збірної Ліхтенштейну, який провів свій 100-й матч за збірну. 15 жовтня 2013 року зіграв свій 111-й матч за національну команду, проти Греції (2:0), завдяки чому повторив рекорд Маріо Фріка.

## Кар'єра тренера
З липня 2014 року після завершення кар'єри очолив молодіжну команду «Санкт-Галлена», а також був асистентом головного тренера в клубі з 2015 по 2016 рік. З 1 липня 2017 року був тренером юнацької збірної Ліхтенштейну (U-15), а також помічником головного тренера юнацьких та молодіжних збірних (U-17), (U-19) та (U-21). З 6 лютого 2019 року по грудень 2020 року очолював молодіжну збірну Ліхтенштейну. Займав посаду головного тренера молодіжки в першій перемозі в її історії, 6 червня 2019 року над Азербайджаном (1:0).
Після відходу Хельгі Колвідссона призначений головним тренером збірної Ліхтенштейну.
1 березня 2023 року стало відомо, що він розірвав свій контракт з Ліхтенштейнським футбольним союзом, щоб приєднатися до «Вадуца». На момент призначення «Вадуц» займав дев'яте місце (з десяти) у швейцарській Челлендж-лізі. Під керівництвом Штоклази «Вадуц» зміг стабілізувати результати, програв лише три з решти 15 матчів сезону, фінішував на восьмому місці з резервом у 13 очок від зони плей-оф на виліт.
Майже через рік після призначення, 12 лютого 2024 року «Вадуц» відправив його у відставку. Незважаючи на хороший початок сезону, через погані результати, починаючи з кінця вересня 2024 року, «Вадуц» здобув лише одну перемогу в 14 матчах, включаючи дванадцять матчів безвиграшної серії. Він також спостерігав за вибуттям «Вадуца» в першому раунді кваліфікації Ліги конференцій Європи УЄФА, програв із загальним рахунком 2:3 білоруському «Німану» (Гродно).

## Особисте життя
Молодший брат, Міхаель Штоклаза, також колишній футболіст, який також виступав за національну збірну Ліхтенштейну. Його брат завершив кар'єру в 2012 році.

## Статистика виступів

### Голи за збірну
| #  | Дата           | Місце                                  | Суперник   | Рахунок | Результат | Змагання                           |
| -- | -------------- | -------------------------------------- | ---------- | ------- | --------- | ---------------------------------- |
| 1. | 7 червня 2000  | Баденова-Штадіон, Фрайбург, Німеччина  | Німеччина  | 1–1     | 2–8       | Товариський матч                   |
| 2. | 17 квітня 2002 | Стад Альфонс Тіз, Есперанж, Люксембург | Люксембург | 1–0     | 3–3       | Товариський матч                   |
| 3. | 17 квітня 2002 | Стад Альфонс Тіз, Есперанж, Люксембург | Люксембург | 2–0     | 3–3       | Товариський матч                   |
| 4. | 17 квітня 2002 | Стад Альфонс Тіз, Есперанж, Люксембург | Люксембург | 3–0     | 3–3       | Товариський матч                   |
| 5. | 13 жовтня 2004 | Жозі Бартель, Люксембург, Люксембург   | Люксембург | 1–0     | 4–0       | кваліфікація чемпіонату світу 2006 |

### Тренерська статистика
Станом на 12 лютого 2024 року
| Команда     | З    | До   | Досягнення | Досягнення | Досягнення | Досягнення | Досягнення |
| Команда     | З    | До   | Іг         | В          | Н          | П          | % Перемог  |
| ----------- | ---- | ---- | ---------- | ---------- | ---------- | ---------- | ---------- |
| Ліхтенштейн | 2020 | 2023 | 22         | 0          | 1          | 21         | 00.00      |
| «Вадуц»     | 2023 | 2024 | 40         | 13         | 13         | 14         | 32,50      |

## Досягнення

### Як гравця
«Вадуц»
- Кубок Ліхтенштейну
  -  Володар (8): 1997/98, 1998/99, 2002/03, 2003/04, 2004/05, 2005/06

«Цюрих»
- Кубок Швейцарії
  -  Володар (1): 1999/2000

«Рід»
- Кубок Австрії
  -  Володар (1): 2010/11

Індивідуальні
- Футболіст року в Ліхтенштейні: 1997–98, 1999–2000, 2009, 2010, 2011[6]

### Як тренера
«Вадуц»
- Кубок Ліхтенштейну
  -  Володар (1): 2022/23